# Banckert (Schiff, 1930)
Die Banckert war ein niederländischer Zerstörer der Admiralen-Klasse, der 1930 bei der Königlich Niederländischen Marine in Dienst gestellt wurde. Der nach dem Admiral Adriaen van Trappen Banckert (1615–1684) benannte Zerstörer diente in den Gewässern von Niederländisch-Indien. Nach Bombenschäden wurde das Schiff am 2. März 1942 in Surabaya vor der japanischen Eroberung selbst versenkt. Von den Japanern gehoben, soll der ehemals niederländische Zerstörer 1944 als Geleitschiff genutzt worden sein. Im Herbst 1945 wurde das beschädigte Schiff an die Niederlande zurückgegeben. Der ehemalige Zerstörer wurde 1949 als Zielschiff versenkt.

## Geschichte
Der Zerstörer wurde am 15. August 1928 als einer der vier der zweiten Gruppe der Admiralen-Klasse bei der Werft Burgerhout in Rotterdam auf Kiel gelegt und lief am 14. November 1929 vom Stapel. Am 14. November 1930 wurde das Schiff in Dienst gestellt und war, wie die Schiffe der ersten Gruppe, für den Dienst in Niederländisch-Indien vorgesehen. Abweichend von den vier Zerstörern der ersten Gruppe verfügten die vier Schiffe der zweiten Gruppe nur noch über eine 7,5-cm-Flak, erhielten aber je vier moderne 4,0-cm-L/60-Bofors-Geschütze. Die Bunkerkapazität der neuen Zerstörer war etwas größer als bei den Einheiten der ersten Gruppe. Das anfangs vorhandene Bordflugzeug vom Typ Fokker C.VII-w wurde 1940/41 als veraltet von Bord gegeben.

## Einsätze
Der Zerstörer wurde, wie alle Schiffe der Klasse, in Niederländisch-Indien stationiert. Neben Ausbildung und Übungen im niederländischen Kolonialgebiet wurden auch Besuche in den Nachbarstaaten durchgeführt.
Am 20. Oktober 1936 sank das Kombischiff Van der Wijck der Koninklijke Paketvaart Maatschappij auf der Fahrt von Surabaya nach Tandjong Priok vermutlich durch ein Seebeben. Die Banckert gehörte zu den Einheiten der Marine, die zur Rettung Schiffbrüchiger zur Unfallstelle entsandt wurden. Obwohl das Schiff schnell sank, konnten die sofort eingeleiteten Rettungseinsätze noch 210 Personen retten. Zuerst trafen neun Dornier-Wal-Flugboote von der NAS Morokrembangan an der zuletzt gemeldeten Position des luxuriösen Postschiffs ein, das inzwischen gesunken war. Die Flugboote meldeten erneut die Position der Schiffbrüchigen und landeten selbst trotz des stürmischen Wetters und konnten 90 Schiffbrüchige an Bord nehmen. Durch die erneut gemeldete Position konnten weitere 120 Schiffbrüchige aus dem verölten Wasser durch zur Hilfe eilende Schiffe gerettet werden. Nur acht Weiße, 30 Eingeborene und drei Kinder konnten nicht gefunden werden. Schon früh war in Lampong ein Denkmal für die Rettung der Schiffbrüchigen der Van der Wijck errichtet worden.

### Kriegseinsätze

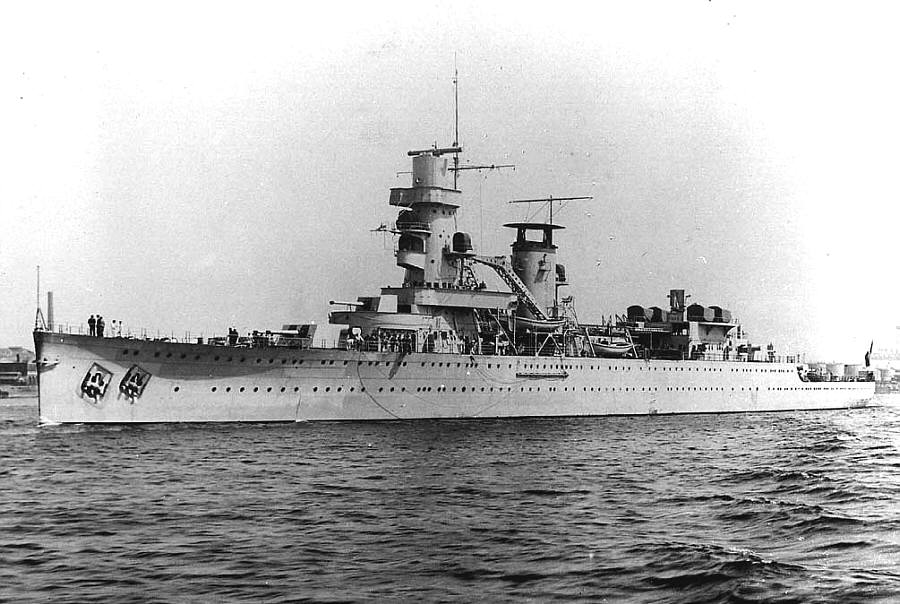
Das Flaggschiff der ABDA-Flotte De Ruyter

Am 3. Februar 1942 flogen die Japaner erstmals einen Luftangriff auf Surabaya, während sich ein japanischer Landungsverband vor Balikpapan versammelte. Admiral Thomas C. Hart, der Befehlshaber der alliierten Seestreitkräfte, befahl einem Verband unter Befehl des niederländischen Konteradmirals Karel Doorman einen Vorstoß in die Straße von Makassar. Der Verband lief in der Nacht vom 3./4. April aus Madura aus. Er bestand aus den Kreuzern De Ruyter (als Flaggschiff), Houston, Marblehead und Tromp sowie den Zerstörern Barker, Bulmer, John D. Edwards, Stewart der US Navy sowie Banckert, Piet Hein und Van Ghent der niederländischen Flotte. Am Morgen des 4. Februar wurde der Verband nördlich von Bali von einem japanischen Flugzeuggeschwader mit 37 Bombern und Jägergeleitschutz gesichtet und angegriffen. Die Marblehead wurde durch Bombentreffer und Naheinschläge schwer beschädigt und erreicht Tjilatjap nur mit den Schrauben steuernd; auf der Houston fiel der dritte 20,3-cm-Geschützturm aus. Die anderen Schiffe wurden trotz Nahtreffern nicht beschädigt; die Einheiten der ABDA brachen die Schlacht in der Straße von Makassar ab, kehrten wegen fehlender Sicherung aus der Luft um und liefen am 6. in Tjilatjap zu Reparatur ein.
In der Nacht vom 13./14. verließ ein alliierter Angriffsverband unter Konteradmiral Doorman Batavia. Er bestand aus fünf Kreuzern (drei niederländischen, einem britischen und einem australischem) und zehn Zerstörern (vier niederländische, sechs US-amerikanische). Die Van Ghent strandete schon auf dem Anmarsch in der Frühe des 14. März und wurde von der Besatzung zerstört; die Banckert konnte die Besatzung abbergen, trat dann aber den Rückmarsch an. Wegen der von dem alliierten Verband ausgehenden Gefahr ließ Admiral Ozawa den vordersten Landungsverband vor Muntok (Banka) ankern und den Hauptlandungsverband nach Nordosten marschieren. Gleichzeitig versuchte er sich mit seinen Einheiten dem alliierten Verband zu nähern, doch dieser zog sich zurück, da wieder keine Luftsicherung vorhanden war.
Die Banckert ging wegen dringend notwendiger Reparaturen nach ihrer vorzeitigen Rückkehr mit der geretteten Besatzung der Van Ghent sofort in das vorhandene Schwimmdock. Das wahrscheinlich nicht hinreichend gesicherte Schiff kippte bei einem japanischen Luftangriff am 24. Februar im Dock um und erhielt dann bei einem weiteren Luftangriff am 28. noch weitere Schäden. Als am 2. März 1942 die Alliierten Soerabaja räumten, versenkte das niederländische U-Boot K XVIII das im Hafen treibende Schwimmdock mit dem schwerbeschädigten Zerstörer mit Artillerieschüssen. Am 8. März kapitulierten die letzten Verteidiger des Hafens.

### Unter japanischer Flagge und Ende des Zerstörers
Unklar ist, ob der Zerstörer tatsächlich unter japanischer Flagge in Dienst kam. Wegen starken Mangels an Sicherungsfahrzeugen hoben die Japaner das schwer beschädigte Schiff und wollte es als Shōkaitei Nr.106 (Patrouillenboot Nr.106) wieder in Dienst bringen. Ob die notwendigen Reparaturen je abgeschlossen wurden, ist unklar. Bei Kriegsende war der ehemalige Zerstörer nicht einsatzfähig und wurde in beschädigten Zustand an die niederländische Marine zurückgegeben.
Die nicht einsetzbare Banckert kam zwar im Herbst 1945 wieder in den Besitz der niederländischen Marine, wurde aber nicht wieder in Stand gesetzt, sondern im September 1949 in Indonesien als Zielschiff versenkt.

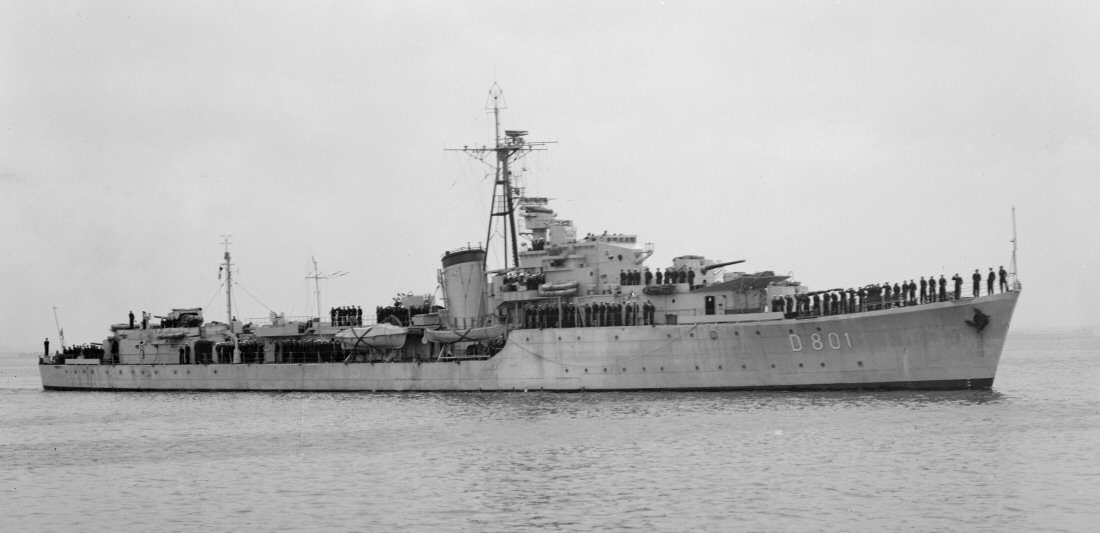
Der zweite Zerstörer Banckert

Bereits im November 1945 wurde der von der Royal Navy angekaufte Zerstörer Quilliam als Banckert in Dienst gestellt.